# Stefan Nijland

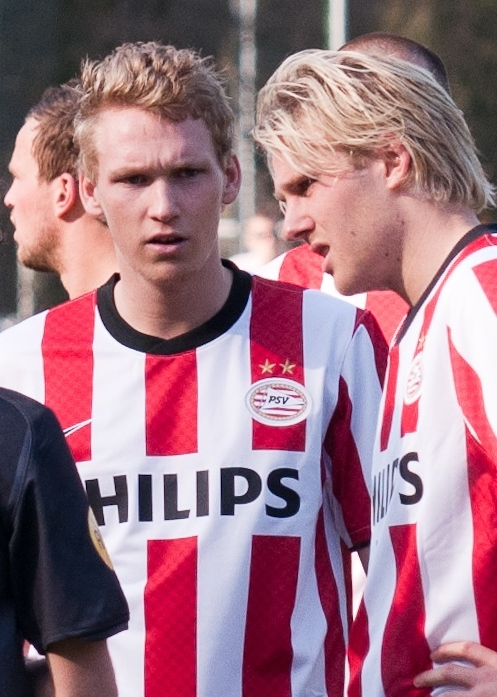
Nijland jugando para el PSV Eindhoven

Stefan Nijland (nacido el 10 de agosto de 1988) es un futbolista neerlandés que juega actualmente para el PSV Eindhoven. Su posición es delantero y en la temporada 2008/09 convirtió un total de 1 gol en 14 partidos.

## Trayectoria
También tuvo participación en el FC Groningen en la temporada 2007/08, donde convirtió 4 goles en 23 partidos.
- Datos: Q936038